# Pelayo Sánchez
Pelayo Sánchez Mayo (født 27. marts 2000 i Teyego) er en cykelrytter fra Spanien, der er på kontrakt hos Movistar Team.